# ミナミトリシマヤモリ
ミナミトリシマヤモリ（Perochirus ateles）は、爬虫綱有鱗目ヤモリ科シマヤモリ属に分類されるトカゲ。シマヤモリ属の模式種。

## 分布
日本（南硫黄島）、ミクロネシア連邦、マーシャル諸島、北マリアナ諸島。分布の北限である日本を除いた大まかな分布域は、南西部を除くミクロネシア（パラオを除くカロリン諸島、マリアナ諸島含む）。グアムや南鳥島では絶滅。
ミクロネシアの島々、日本の南硫黄島に生息する。日本の個体は、流木などに乗って漂着した個体が定着したものと考えられている。
南硫黄島で確認されている両生・爬虫類は本種と、オガサワラトカゲCryptoblepharus boutonii nigropunctatusのみである。

## 形態
頭胴長6.56 - 8.11センチメートル。大きさは成体で、12 - 19センチメートルほど。日本に分布するヤモリ科の構成種としては最大種。尾は扁平で、側面に規則的にやや大型な円錐形の鱗があり鋸歯状にみえる。
オスの総排泄孔前部にある小さい孔の空いた鱗（前肛孔）の数は4 - 6だが、南硫黄島個体群では前肛孔が不明瞭。
後脚の指5本のうち、一本は爪しかないこと、首のくびれが少ないこと、虎模様の体色をもつ事などが形態上の特徴。

## 生態
海岸の岩場から、樹林にかけて生息するが、繁殖方法など詳しい生態は、日本での生息地が数少なく、それが離島であることもあり、分かっていない。 
低木や茂み内の、葉腋や樹皮などで採集例がある。以下は南硫黄島での観察例に基づく。南硫黄島ではアカテツやセンダンなどが占める森林およびその周囲にある岩場に生息し、海岸の岩場には少ないとされる。主に樹幹部でみられたとする報告例もある。夜行性でセンダンなどの花の近くに留まり、花に寄ってきた昆虫を食べた例がある。

## 人間との関係
グアムでは、人為的に移入されたミナミオオガシラによる捕食により絶滅した。ネコやネズミ類などの、他の外来種による捕食によっても生息数が減少している。生息地に侵入したホオグロヤモリHemidactylus frenatusとの競合によっても、生息数が減少している。環礁に生息する個体は海水面の上昇による影響も懸念されている。
日本
以前は南鳥島にも分布していたが、1952年や2007年に行われた調査では確認されていないことから、個体群が消滅したと考えられている。1903年には確認されていた南鳥島個体群が消滅した時期や原因は不明だが、マリアナ諸島など他地域の例からクマネズミやオガサワラヤモリLepidodactylus lugubris・ホオグロヤモリなどの20世紀以降に南鳥島に侵入・定着した外来種による捕食や競合などが原因だと推定されている。南硫黄島では1982年に行われた調査で、初めて確認された。南硫黄島では台風などによる土砂崩れや崖崩れを除いて環境の変化が小さいこと・後述の理由から人為的な影響がほぼないことから、生息数は安定していると考えられている。南硫黄島は1972年に国の天然記念物に指定され、上陸が制限されている。
絶滅危惧II類 (VU)（環境省レッドリスト）